# Bellacragher Saltmarsh SAC
Bellacragher Saltmarsh SAC este o arie protejată (arie specială de conservare — SAC, sit de importanță comunitară — SCI) din Irlanda întinsă pe o suprafață de 17,44 ha, integral pe uscat.

## Localizare
Centrul sitului Bellacragher Saltmarsh SAC este situat la coordonatele 53°56′37″N 9°47′33″W / 53.943664°N 9.792622°V.

## Înființare
Situl Bellacragher Saltmarsh SAC a fost declarat sit de importanță comunitară în septembrie 1999 pentru a proteja un număr necunoscut de specii din flora spontană și fauna sălbatică aflate în arealul zonei. Situl a fost protejat și ca arie specială de conservare în februarie 2018.

## Biodiversitate
Situată în ecoregiunea atlantică, aria protejată conține 2 habitate naturale: Pășuni atlantice udate de apa mării (Glauco-Puccinellietalia maritimae), Pășuni mediteraneene udate de apa mării (Juncetalia maritimi).
La baza desemnării sitului se află un număr nedeclarat de specii protejate.
Pe lângă speciile protejate, pe teritoriul sitului au mai fost identificate 1 specie de plante.